# 矢田恒久
矢田 恒久（やだ つねひさ、1903年8月13日 - 1991年12月27日）は、日本の経営者。第一生命保険社長、会長を務めた。

## 来歴・人物
島根県出雲市出身。1928年に東京帝国大学法学部政治学科を卒業し、同年に第一生命保険に入社した。1946年7月に総務部長に就任し、取締役、常務、専務を経て、1959年5月に副社長に就任し、1964年5月に社長に昇格した。1970年5月に会長に就任し、京王帝都電鉄監査役も務めた。
1968年10月に藍綬褒章を受章し、1974年4月に勲二等瑞宝章を受章した。
1991年12月27日、呼吸不全のために死去。87歳没。